# Hymenochaonia delicata
Hymenochaonia delicata – gatunek błonkówki z rodziny męczelkowatych.

## Zasięg występowania
Ameryka Północna, występuje w kontynentalnych USA oraz w Meksyku.

## Budowa ciała
Osiąga 6 mm długości. Głowa smukła, czułki dłuższe od ciała, bardzo cienkie i zwinięte na końcach. Śródpelcze wyraźnie podzielone na trzy tarczki. Odwłok gładki, dłuższy niż głowa i  tułów. Guzki na bokach pierwszego segmentu odwłoka niewielkie. Nogi smukłe. Pokładełko zwykle znacznie dłuższe od ciała.
Głowa miodowo-żółta, okolice przyoczek oraz końcówki żuwaczek czarniawe. Oczy mocno czarne. Czułki u podstawy mniej lub bardziej przyciemnione, z ciemnymi krawędziami segmentów. Czasami scutellum, zatułów i przednie segmenty odwłoka w górnej części mniej lub bardziej przyciemnione. Tułów jaśniejszy od spodu. Koniec odwłoka ciemniejszy. Nogi żółtawobiałe, jaśniejsze u nasady, końcówki goleni i stóp lekko przyciemnione. Pokładełko miodowo-żółte. Skrzydła szkliste, bladożółtawe, żyłkowanie słabo widoczne, pterostygma bladożółta.

## Biologia i ekologia
Hymenochaonia delicata jest parazytoidem licznych gatunków ciem z kilku rodzin.

## Znaczenie dla człowieka
Gatunek ten jest potencjalnie przydatny w biologicznych metodach kontroli liczebności szkodników.